# 제니바 로버트슨드워렛
제니바 로버트슨드워렛(영어: Geneva Robertson-Dworet, 1985년 5월 8일 ~ )은 미국의 영화 각본가이다. 영화 《툼 레이더》(2018)와 《캡틴 마블》(2019)의 각본을 썼다.
동명의 게임을 원작으로 한 아마존 프라임 드라마 《폴아웃》의 제작자로 참여하였다.